# مقاطعة معشور
مقاطعة ماهشهر (بالفارسية: شهرستان ماهشهر) هي إحدى مقاطعات إيران وتقع في محافظة خوزستان. مدينة ميناء ماهشهر هي عاصمة هذه المقاطعة. حسب إحصاءات المركز الرسمي للإحصاءات الإيرانية في 2006 كان يسكن مقاطعة ماهشهر 247,804 شخص وكان عدد المساكن 53,347 مسكن. تنقسم هذه المقاطعة لثلاثة بلدات: البلدة المركزية وبلدة شمران وبلدة ميناء الإمام الخميني. للمقاطعة ثلاثة مدن مدينة وهي ميناء ماهشهر وشمران وميناء الإمام الخميني.